# UFC 299
UFC 299: O'Malley vs. Vera 2 fue un evento de artes marciales mixtas producido por Ultimate Fighting Championship que se llevó a cabo el 9 de marzo de 2024, en el Kaseya Center en Miami, Florida, Estados Unidos. 

## Antecedentes
El evento marcará la tercera visita de la promoción a Miami y la primera desde UFC 287 en abril de 2023. 
Una pelea por el Campeonato Mundial de Peso Gallo de UFC entre el actual campeón Sean O'Malley y Marlon Vera está programada para encabezar el evento. El par se enfrentó previamente en agosto de 2020, en UFC 252, donde Vera ganó por TKO en el primer asalto.
Una pelea de peso ligero entre el ex-Campeón Interino de Peso Ligero de UFC Dustin Poirier y Benoît Saint Denis está programada para ser la coestelar a cinco asaltos.
Una pelea de peso pesado entre Curtis Blaydes y Jailton Almeida está programada para llevarse a cabo en el evento.  Anteriormente se esperaba que encabezaran UFC Fight Night: Almeida vs. Lewis en noviembre de 2023, pero Blaydes se retiró por razones desconocidas.
Ian Garry y Geoff Neal estaban programados para enfrentarse en una pelea de peso wélter en este evento. Fueron reservados originalmente para UFC 292 en agosto de 2023. pero Neal se retiró por motivos de salud no revelados. Sin embargo, la pelea fue traslada a UFC 298 por razones desconocidas.
Una pelea de peso semipesado entre Ion Cuțelaba y Philipe Lins está programada para llevarse a cabo en el evento. Estaban programados para enfrentarse previamente en octubre de 2023, en UFC Fight Night 229 pero Lins se retiró de la pelea el día del evento por razones no reveladas.

## Cartelera
1. ↑  Por el Campeonato Mundial de Peso Gallo de UFC.

## Bonificaciones
Los siguientes peleadores recibieron bonos de $50.000. 
- Pelea de la Noche: Dustin Poirier vs. Benoît Saint Denis
- Actuación de la Noche:  Sean O’Malley, Jack Della Maddalena, Curtis Blaydes, Michel Pereira y Robelis Despaigne